# Голубєв Павло Васильович
Павло́ Васи́льович Го́лубєв (нар. 16 (28) червня 1883, Бахмут — 3 березня 1966, Харків) — український співак (баритон), педагог. Заслужений діяч мистецтв УРСР (1953).

## Біографічні дані
1906 року закінчив Харківське музичне училище Російського музичного товариства по класу Ф.Бугамеллі. У 1908—1926 роках викладав у цьому училищі.
Від 1926 року викладач, від 1939 року професор Харківського музично-драматичного інституту (від 1924 року — консерваторія).
Один із теоретиків співацького мистецтва. Серед учнів — народні артисти СРСР Борис Гмиря, Микола Манойло, Нонна Суржина.

## Праці
- «Поради молодим педагогам-вокалістам» (1956, 1963).
- «Нотатки педагога. Борис Романович Гмиря» (1959).